# Bagang
Der Begriff Bagang (chinesisch 八綱 / 八纲, Pinyin bā gāng) (Übers.: „8 Leitkriterien“) bezeichnet acht diagnostische Kategorien in der traditionellen chinesischen Medizin (TCM), die aus vier gegensätzlichen Paaren bestehen und die man benutzt, um Symptome und Krankheitsbefunde einzuordnen.

## Kategorien

### Yin / Yang
Yin und Yang (chinesisch 陰 / 阴, Pinyin yīn, chinesisch 陽 / 阳, Pinyin yáng) sind allgemeingültige Kategorien und auf alle Phänomene anwendbar. Als Krankheitsursache wird immer ein Ungleichgewicht von Yin/Yang angesehen. Entweder ist ein Prinzip im Körper zu stark und unterdrückt das andere, oder die Umwelteinflüsse stärken oder schwächen eines der beiden.

### Xu / Shi
Xu (chinesisch 虛 / 虚, Pinyin xū) bedeutet eine Schwäche des Körpers wie Müdigkeit, Depression, Abgeschlagenheit, verlangsamte Bewegungen, Kollapsneigung usw.
Shi (chinesisch 實 / 实, Pinyin shí) hingegen steht für eine Fülle an Körperenergie, die sich wie folgt äußert: akute Schmerzen, Krämpfe, rotes Gesicht, Nervosität usw.

### Li / Biao
Li (chinesisch 里, Pinyin lǐ) bedeutet eine innere Störung der Organe mit Schmerzen in Brust, Bauch, mit Brechreiz, Durchfall, Fieber usw.
Biao (chinesisch 表, Pinyin biǎo) ist eine äußere Störung und äußert sich in Schmerzen der Gelenke und des Kopfes. Sie ist meist von klimatischen Faktoren verursacht, wogegen Li-Störungen psychische und ernährungsbedingte Ursachen haben.
- 表里辨证

### Han / Re
Han (chinesisch 寒, Pinyin hán) ist eine Kältestörung, die entsteht, wenn das Qi geschwächt ist. Es handelt sich vorwiegend um Erkältungskrankheiten.
Re (chinesisch 熱 / 热, Pinyin rè) ist eine Hitzestörung und ist durch eine Überaktivität des Qi bedingt, was alle Yin-Komponenten des Körpers schwächt.
- 寒热辨证

## Anwendung
Der Arzt, der nach der traditionellen chinesischen Medizin behandelt, beurteilt die individuellen Symptome in Kategorien einer von ihm angenommenen Disharmonie von Yin/Yang in den Organen beziehungsweise Leitungsbahnen (Jingluo). Er beurteilt nicht nur die Summe der Symptome, sondern auch ihre unterstellte Ursache und interpretiert sie nach den traditionellen Vorstellungen. Alle Aspekte sind in der TCM in Yin und Yang unterscheidbar, was das System für Außenstehende äußerst kompliziert macht.